# Flicker (album)
Pour les articles homonymes, voir Flicker.
Albums de Niall Horan
Heartbreak Weather
(2020)
Flicker  est le premier album en solo du chanteur irlandais Niall Horan. L'album est sorti le 20 octobre 2017 sous les labels de Capitol Records et Neon Haze. Le premier single issu de cet album est This Town, sorti le 29 septembre 2016.

## Contexte
En juin 2016, Niall Horan affirme travailler sur son premier album. En septembre 2016, il est annoncé que Niall Horan signe un contrat en solo chez Capitol Records.
Interviewé par le Daily Star, Niall Horan avoue travailler sur l'album depuis mars 2016 soit un an et demi avant la sortie et qu'il est temps pour ses fans de l'entendre. Dans une autre interview, pour Entertainment Weekly, le chanteur confie qu'il s'est inspiré des groupes de rock tels  Fleetwood Mac et Eagles. Il décrit son album comme étant Pop Folk.
En août 2017, Niall Horan dévoile ses chansons lors d'une session live au Shepherd's Bush Empire à Londres. Il révèle avoir contacté la chanteuse Maren Morris pour la chanson Seeing Blind. Le 15 septembre 2017, annonce la date de sortie de son album, le titre de l'album et la pochette,. La liste des chansons ne sont dévoilées que le 22 septembre 2017. 

## Singles
Le premier single de l'album est This Town, sorti le 29 septembre 2016. C'est le premier single du chanteur Niall Horan après la pause du groupe One Direction dont il faisait partie. Depuis sa sortie, le single est classé 9e du classement UK Singles Chart et 20e du classement Billboard Hot 100,. 
Le second single est Slow Hands, sorti le 4 mai 2017. À sa sortie, le single est favorablement critiqué. Le single est classé 10e dans plusieurs classements internationaux et se place 90e du classement Billboard Hot 100.
Too Much To Ask est le troisième single de l'album, sorti le 15 septembre 2017. On The Loose et Seeing Blind sortent en février et juin 2018,. 

## Promotion
Afin de promouvoir l'album, Niall Horan fait une petite tournée promotionnelle appelée Flicker Sessions. 20 concerts seront donnés lors de cette tournée avant la tournée mondiale Flicker World Tour. 

## Liste des chansons
| Flicker — Édition standard | Flicker — Édition standard | Flicker — Édition standard                                              | Flicker — Édition standard                   | Flicker — Édition standard | Flicker — Édition standard | Flicker — Édition standard | Flicker — Édition standard | Flicker — Édition standard | Flicker — Édition standard |
| No                         | Titre                      | Auteur                                                                  | Producteur(s)                                | Durée                      |                            |                            |                            |                            |                            |
| -------------------------- | -------------------------- | ----------------------------------------------------------------------- | -------------------------------------------- | -------------------------- | -------------------------- | -------------------------- | -------------------------- | -------------------------- | -------------------------- |
| 1.                         | On The Loose               | Niall Horan, Julian Bunetta, John Ryan                                  | Julian Bunetta                               | 3:43                       |                            |                            |                            |                            |                            |
| 2.                         | This Town                  | Horan, Jamie Scott, Mike Needle, Daniel Bryer                           | Greg Kurstin                                 | 3:52                       |                            |                            |                            |                            |                            |
| 3.                         | Seeing Blind               | Horan, Ruth-Anne Cunningham, Matthew Smith, Radosevich                  | Jacquire King                                | 3:05                       |                            |                            |                            |                            |                            |
| 4.                         | Slow Hands                 | Horan, Alexander Izquierdo, Ryan, Bunetta, Cunningham, Tobias Jesso Jr. | Julian Bunetta, Afterhrs, Mark "Spike" Stent | 3:07                       |                            |                            |                            |                            |                            |
| 5.                         | Too Much To Ask            | Horan, Scott                                                            | Greg Kurstin                                 | 3:43                       |                            |                            |                            |                            |                            |
| 6.                         | Paper Houses               | Horan, Iain Archer                                                      | Jacquire King                                | 3:34                       |                            |                            |                            |                            |                            |
| 7.                         | Since We're Alone          | Horan, Greg Kurstin, Dan Wilson, Cunningham                             | Greg Kurstin                                 | 4:02                       |                            |                            |                            |                            |                            |
| 8.                         | Flicker                    | Horan, Bunetta, Ryan                                                    | Jacquire King                                | 4:18                       |                            |                            |                            |                            |                            |
| 9.                         | Fire Away                  | Horan, Bunetta, Ryan, Cunningham                                        | Julian Bunetta                               | 3:26                       |                            |                            |                            |                            |                            |
| 10.                        | You and Me                 | Horan, Radosevich, Cunningham                                           | Jacquire King                                | 3:04                       |                            |                            |                            |                            |                            |
| 35:54                      |                            |                                                                         |                                              |                            |                            |                            |                            |                            |                            |

## Crédits
Crédits provenant de l'album. 

### Personnel et musiciens
- Niall Horan – chanteur principal, guitare
- Maren Morris –artiste invité
- AFTERHRS – synthé
- Vern Asbury – guitare
- Tom Barnes – batterie, percussion
- Alisha Bauer – violoncelle
- Eli Beaird – basse
- Daniel Bryer – chœurs
- Julian Bunetta – chœurs, percussion, batterie, piano, basse, guitare, clavier
- Ann Marie Calhoun – violon
- Matt Chamberlain – batterie
- Daphne Chen – violon
- Irina Chirkova – violoncelle
- Ruth-Anne Cunningham – chœurs
- Eric Darken – percussion
- Dave Emery – clavier
- Ian Fitchuk – batterie, piano
- Ian Franzino – basse, batterie, guitare, clavier
- Ilona Geller – alto
- Mark Goldenberg – guitare
- Eric Gorfain – violon
- Andrew Haas – basse, batterie, guitare, clavier
- Jedd Hughes – guitare électrique
- John Joseph – basse
- Leah Katz – alto
- Peter Kelleher – orgue
- Tommy King – clavier, orgue
- Sam Klempner – chœurs, basse
- Ben Kohn – tapes, cloches
- Greg Kurstin – guitare acoustique, basse, batterie, guitare, piano, clavier, guitare électrique, synthé
- Greg Leisz – guitare acoustique
- Todd Lombardo – guitare acoustique
- Val McCallum – guitare
- Mike Needle – chœurs
- Zac Rae – piano, synthé
- John Ryan – chœurs, guitare, basse
- Bridget Sarai – chœurs
- Jamie Scott – chœurs
- Aaron Sterling – batterie, percussion
- Chris Stills – chœurs
- Spencer Thomson – guitare acoustique, guitare électrique, guitare
- Leah Zeger – violon

### Production
- AFTERHRS – production, enregistrement, production, programmation
- Chris Bishop –  ingénieur
- Daniel Bryer – programmation
- Julian Bunetta – production, enregistrement, programmation,
- Julian Burg – enregistrement
- Nathan Dantzler – matriçage
- Eric Darken – programmation batterie
- Brendan Dekora – enregistrement
- Dave Emery – programmation
- Ian Franzino – programmation
- Michael Freeman – assistant, mixeur
- Eric Gorfain – arrangement
- Eric Greedy –  enregistrement
- Andrew Haas – programmation
- Martin Hannah – enregistrement
- Jacquire King – production, enregistrement, programmation, chef d'orchestre
- Sam Klempner –  ingénieur
- Greg Kurstin – production, enregistrement, arrangement, programmation batterie
- Kolton Lee – éditeur
- Alex Pasco – enregistrement
- John Rausch – enregistrement
- Jamie Scott – enregistrement, programmation
- Mark "Spike" Stent – production, mixeur, programmation
- Spencer Thomson – programmation
- TMS – production, enregistrement

### Autres
- Martha Braithwaite – affaires commerciales
- David Helfer – affaires commerciales
- Liz Isik – A&R
- Conor McDonnell – photographie
- David Needleman – photographie
- Nick Steinhardt – design

## Classements hebdomadaires
| Classement (2017)                  | Meilleure place |
| ---------------------------------- | --------------- |
| Allemagne (Media Control AG)       | 8               |
| Australie (ARIA)                   | 2               |
| Autriche (Ö3 Austria Top 40)       | 6               |
| Belgique (Flandre Ultratop)        | 5               |
| Belgique (Wallonie Ultratop)       | 15              |
| Canada (Canadian Albums Chart)     | 1               |
| Danemark (Tracklisten)             | 4               |
| Espagne (Promusicae)               | 4               |
| États-Unis (Billboard 200)         | 1               |
| Finlande (Suomen virallinen lista) | 6               |
| France (SNEP)                      | 24              |
| Irlande (IRMA)                     | 1               |
| Italie (FIMI)                      | 2               |
| Norvège (VG-lista)                 | 4               |
| Nouvelle-Zélande (RIANZ)           | 3               |
| Pays-Bas (Mega Album Top 100)      | 1               |
| Portugal (AFP)                     | 2               |
| Royaume-Uni (UK Albums Chart)      | 3               |
| Suède (Sverigetopplistan)          | 5               |
| Suisse (Schweizer Hitparade)       | 11              |

## Certifications
| Pays                       | Certification | Nombre de ventes |
| -------------------------- | ------------- | ---------------- |
| Australie (ARIA)           | Or            | 35 000           |
| Brésil (Pro-Música Brasil) | Or            | 20 000           |
| Canada (Music Canada)      | Platine       | 80 000           |
| Danemark (IFPI Danemark)   | Or            | 10 000           |
| États-Unis (RIAA)          | Platine       | 1 000 000        |
| Irlande (IRMA)             | 2 × Platine   | 30 000           |
| Italie (FIMI)              | Or            | 25 000           |
| Mexique (AMPROFON)         | Or            | 30 000           |
| Norvège (IFPI Norvège)     | Platine       | 20 000           |
| Royaume-Uni (BPI)          | Or            | 100 000          |
| Suède (GLF)                | Or            | 20 000           |